# Panhard & Levassor Type X7
Der Panhard & Levassor Type X7 ist ein Pkw-Modell der 1910er Jahre. Hersteller war Panhard & Levassor in Frankreich.

## Beschreibung
Panhard & Levassor verwendete hier erstmals einen Schiebermotor nach einer Lizenz von Charles Yale Knight, daher auch das „K“ im Motorcode „K4F“. Die „4“ steht für die Anzahl der Zylinder.
Der Vierzylinder-Reihenmotor hat 100 mm Bohrung, 140 mm Hub und 4398 cm³ Hubraum. Er wurde auch 20 CV genannt. Die Leistung des Frontmotors wird über ein Vierganggetriebe und eine Kardanwelle an die Hinterachse übertragen.
Bekannt sind die Karosseriebauformen Tourenwagen, Limousine und Landaulet.
Die reguläre Produktion lief von Februar 1910 bis Oktober 1911. 1914 folgte noch ein Einzelstück mit einer Karosserie von Kellner Frères. In den einzelnen Kalenderjahren wurden 113, 337, 0, 0 und 1 Fahrzeug hergestellt. Zusammen sind das 451 Fahrzeuge, von denen 151 exportiert wurden.
Ein erhaltenes Landaulet von 1910 wurde 2018 mit einem Schätzpreis von 75.000 bis 95.000 US-Dollar auf einer Auktion angeboten, allerdings nicht verkauft.
Die Type X9 und Type X14 erschienen 1911 als Nachfolgemodelle.